# Jean André Silbermann
Pour les articles homonymes, voir Silbermann.
Jean André Silbermann, en allemand Johann Andreas Silbermann, né le 25 juin 1712 à Strasbourg où il meurt le 11 février 1783, est un facteur d'orgue alsacien.

## Biographie

### Famille et jeunesse
Jean André Silbermann est le troisième enfant d'André Silbermann et d'Anna Maria Schmidt, et le neveu de Gottfried Silbermann, eux-mêmes facteurs d'orgue de talent. Il naît le 25 juin 1712 à Strasbourg. Jeune, il se forme dans l'atelier de son père et l'accompagne lors de ses tournées d'installation et de réglage des instruments.

### Prise en main de l'atelier
Le 16 mars 1734, la mort précoce de son père fait de Jean André le responsable de l'atelier, à seulement vingt-deux ans. Il poursuit les tournées en Alsace et signe à son tour de prestigieux contrats avec diverses églises et monastères, catholiques, comme protestants. De février à juin 1741, il entreprend un voyage de formation chez son oncle Gottfried, en Saxe, où il se forme à l'école allemande.

## Réalisations
Les réalisations de Jean André Silbermann représentent cinquante-sept orgues neufs, plus de nombreuses restaurations et agrandissements d'instruments existants. Ses instruments se retrouvent principalement en Alsace, mais aussi dans certaines villes proches de Lorraine, et dans quelques localités situées outre-Rhin.

Quelques orgues de Jean André Silbermann
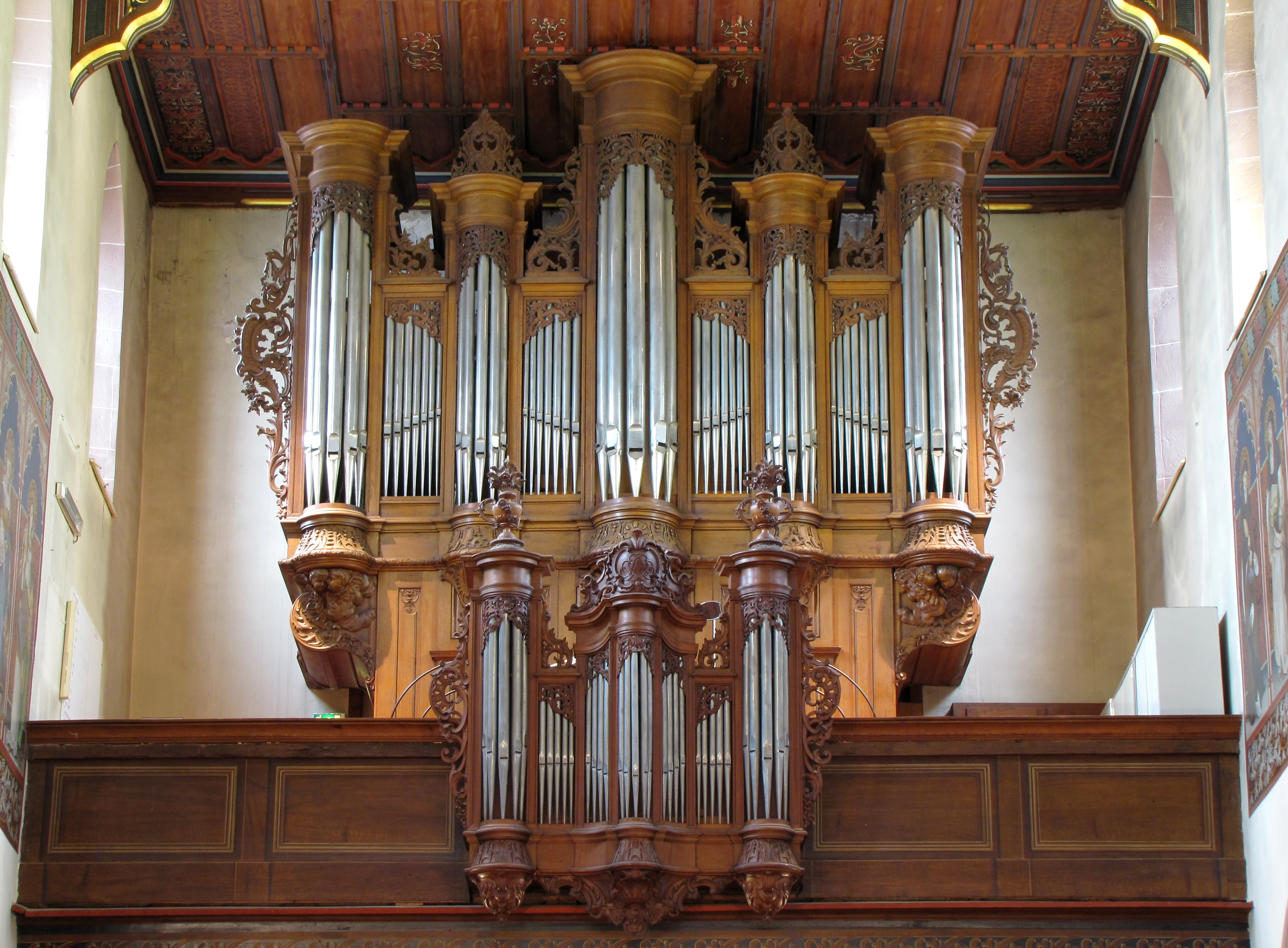
L'orgue de Saint-Hippolyte, à Saint-Hippolyte, initialement à l'abbaye de Marbach (1739).
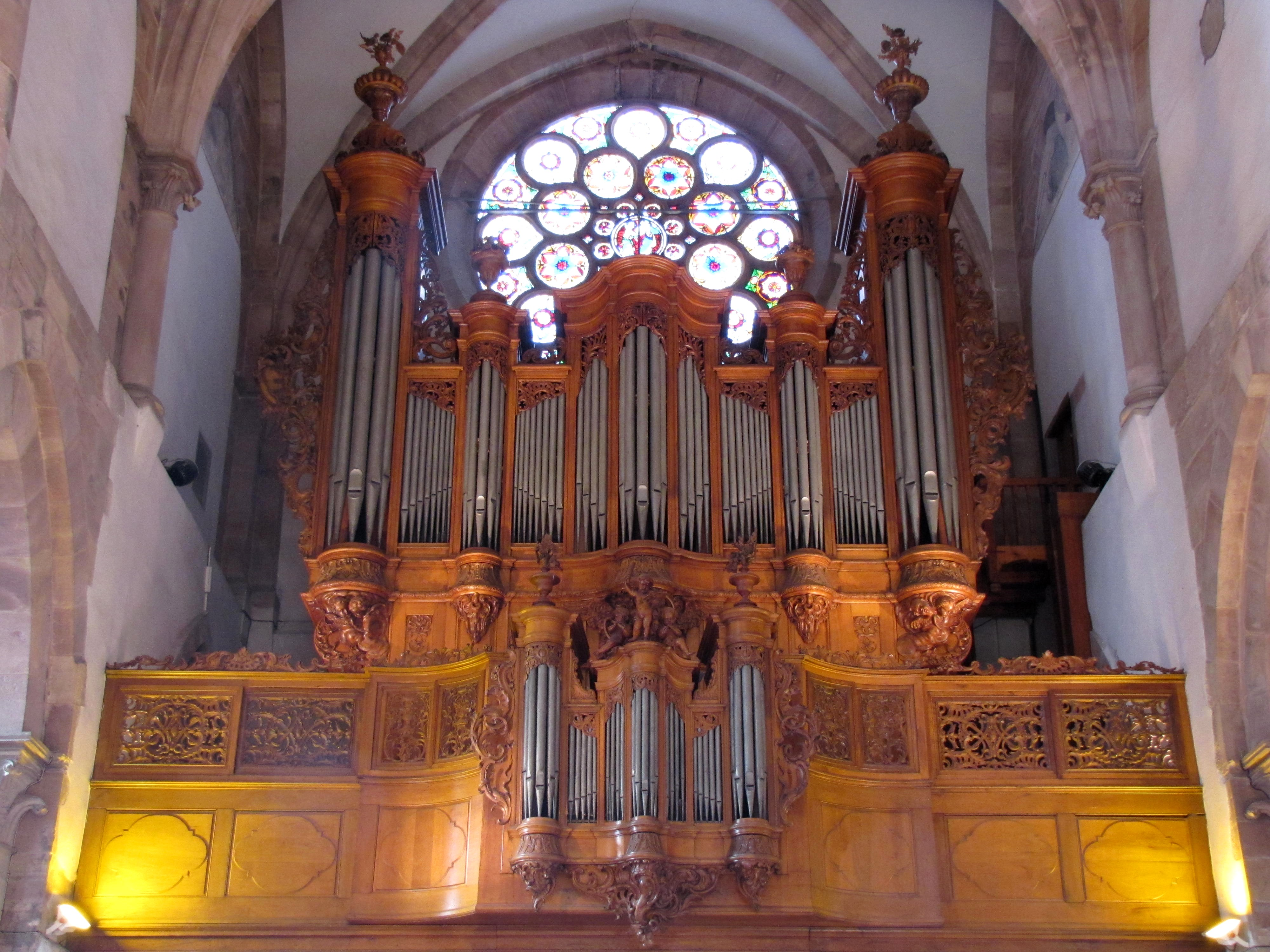
L'orgue de Saint-Thomas, à Strasbourg (1741).
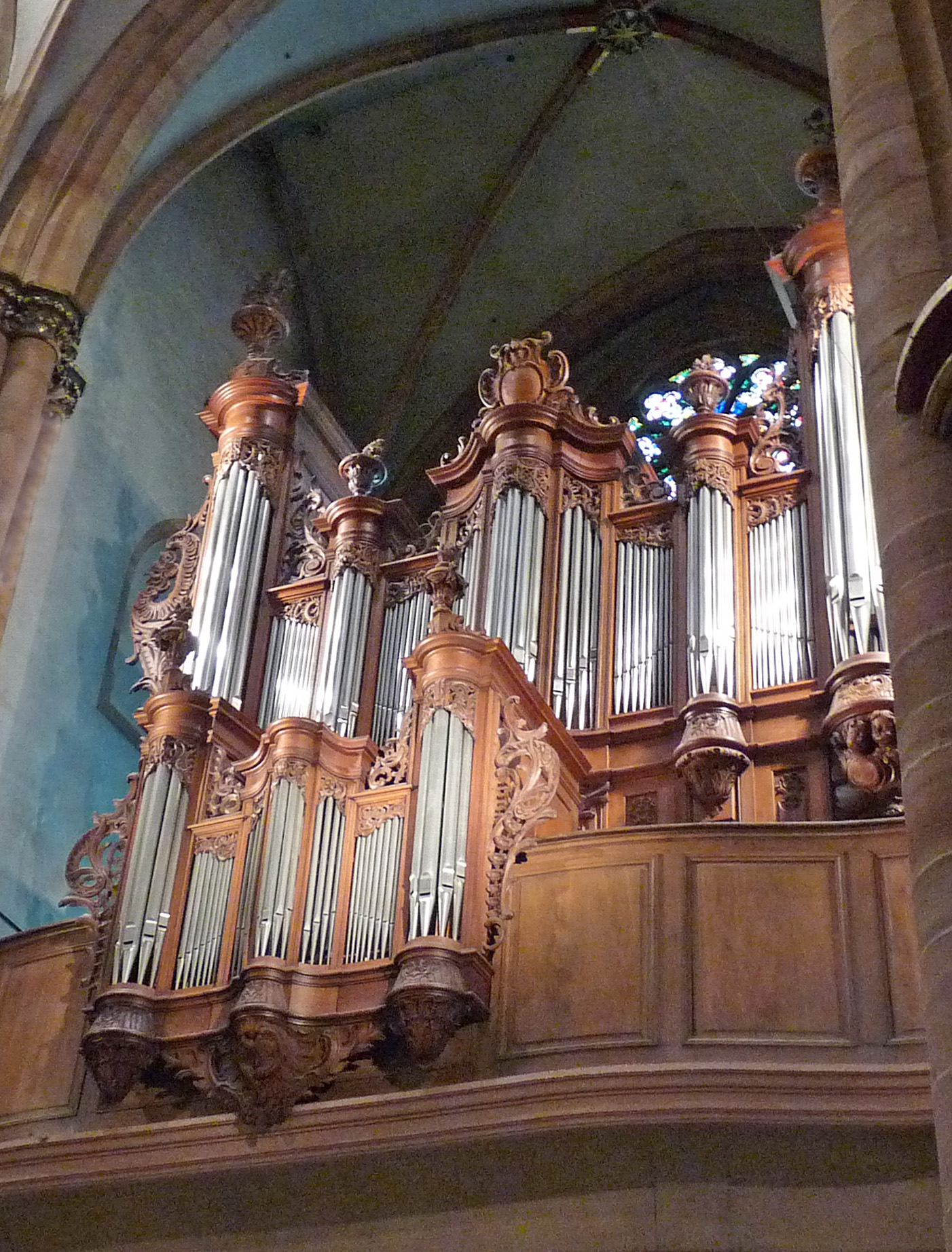
L'orgue de Saint-Martin, à Colmar (1755).
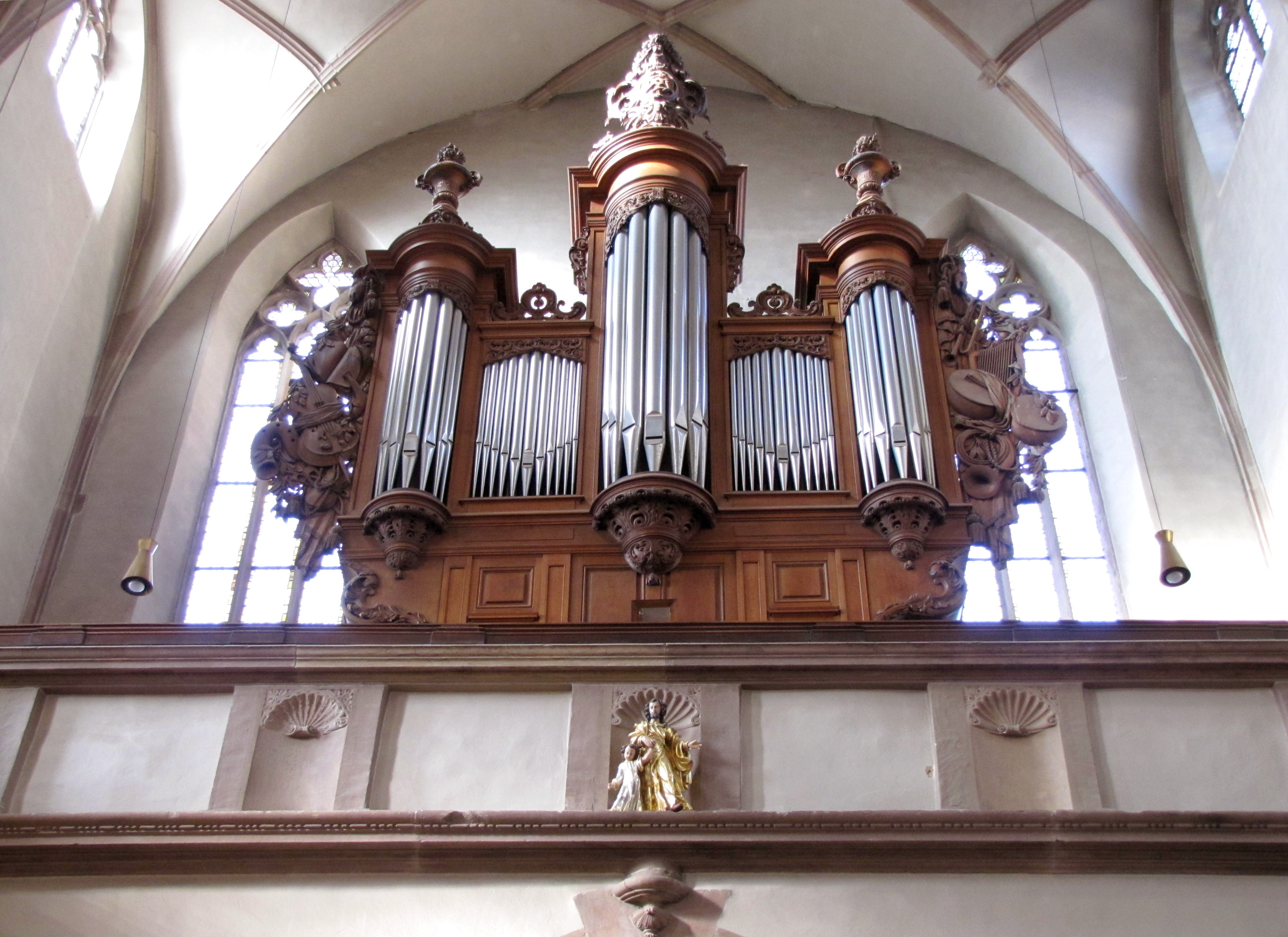
L'orgue de l'église des Jésuites, à Molsheim (1781).